# MPEG-1
MPEG-1 (Motion Pictures Experts Group) je standard kódování a ztrátové komprese videa a audia. Standard byl dokončen roku 1991. Standardně je určen pro digitální datové nosiče CD (VCD). Maximální datový tok je až 1,5 Mb/s.
MPEG-1 je dnes nejvíce kompatibilní video formát, avšak již téměř nepoužívaný a zastaralý. Obsahuje také zvukový kompresní formát MPEG-1 Layer 3 známý jako MP3.